# Método da potência inverso
Em Análise Numérica, o Método da potência inversa é um algoritmo interativo para autovalores. Ele permite que se encontre um autovetor aproximado quando a aproximação para um autovalor correspondente é conhecida. O método é conceitualmente similar ao power method e também é conhecido como inverse power method. Ele foi originalmente desenvolvido para calcular frequências de ressonância no campo da mecânica estrutura.
O algoritmo da inverse power iteration começa com um número {\displaystyle \mu } que é uma aproximação para o autovalor correspondente ao Autovetor procurado, e o vetorb0, que é uma aproximação do autovetor ou um vetor qualquer. O método é descrito pela interação:
{\displaystyle b_{k+1}={\frac {(A-\mu I)^{-1}b_{k}}{C_{k}}},}
onde Ck são constantes usualmente escolhidas como {\displaystyle C_{k}=\|(A-\mu I)^{-1}b_{k}\|.} uma vez que autovetores são definidos pela multiplicação por constantes, a escolha de Ck pode ser arbitrária, em teoria; aspectos práticos para a escolha de {\displaystyle C_{k}} são discutidos a seguir.
Portanto, a cada interação, o vetor bk é multiplicado pela inversa da matriz {\displaystyle (A-\mu I)} e normalizado. É exatamente a mesma fórmula da mudança de módulo da matriz A ,por {\displaystyle (A-\mu I)^{-1}.}, no power method.
Quanto melhor a aproximação escolhida para {\displaystyle \mu }, mais rápido o método converge, entretanto, a escolha incorreta de {\displaystyle \mu } pode resultar em uma convergência lenta, ou para um autovetor diferente. O método é usualmente utilizado quando uma boa aproximação do autovalor é conhecida, e portanto precisa de poucas interações.